# Torneio Roberto Gomes Pedrosa 1970
In 1970 werd de vierde en laatste editie gespeeld van het Torneio Roberto Gomes Pedrosa. De competitie wordt ook gezien als het veertiende seizoen van de Campeonato Brasileiro Série A. De competitie werd gespeeld van 20 september tot 20 december. Fluminense werd kampioen. 
Fluminense en vicekampioen Palmeiras kwalificeerden zich voor de Copa Libertadores 1971. Er namen opnieuw zeventien clubs deel uit zeven staten. In Paraná keerde Atlético Paranaense na een jaar onderbreking terug en in de staat São Paulo moest Portuguesa plaats ruimen voor Ponte Preta. 

## Eerste fase

### Groep A
| Plaats | Club             | Wed. | W | G | V | Saldo | Ptn. |
| ------ | ---------------- | ---- | - | - | - | ----- | ---- |
| 1.     | Palmeiras        | 16   | 9 | 5 | 2 | 16:7  | 23   |
| 2.     | Atlético Mineiro | 16   | 7 | 6 | 3 | 21:13 | 20   |
| 3.     | Botafogo         | 16   | 7 | 5 | 4 | 21:13 | 19   |
| 4.     | Grêmio           | 16   | 6 | 6 | 4 | 17:13 | 18   |
| 5.     | Santos           | 16   | 5 | 6 | 5 | 20:20 | 16   |
| 6.     | Bahia            | 16   | 5 | 5 | 6 | 11:18 | 15   |
| 7.     | São Paulo        | 16   | 3 | 5 | 8 | 14:20 | 11   |
| 8.     | America          | 16   | 2 | 6 | 8 | 15:23 | 10   |

|  | Geplaatst voor de tweede fase |

### Groep B
| Plaats | Club                | Wed. | W | G | V  | Saldo | Ptn. |
| ------ | ------------------- | ---- | - | - | -- | ----- | ---- |
| 1.     | Cruzeiro            | 16   | 9 | 3 | 4  | 29:14 | 21   |
| 2.     | Fluminense          | 16   | 8 | 4 | 4  | 26:16 | 20   |
| 3.     | Internacional       | 16   | 8 | 4 | 4  | 21:12 | 20   |
| 4.     | Flamengo            | 16   | 7 | 6 | 3  | 18:9  | 20   |
| 5.     | Corinthians         | 16   | 5 | 6 | 5  | 16:15 | 16   |
| 6.     | Santa Cruz          | 16   | 3 | 8 | 5  | 14:22 | 14   |
| 7.     | Atlético Paranaense | 16   | 4 | 4 | 8  | 13:22 | 12   |
| 8.     | Ponte Preta         | 16   | 3 | 4 | 9  | 11:34 | 10   |
| 9.     | Vasco da Gama       | 16   | 2 | 3 | 11 | 14:26 | 7    |

|  | Geplaatst voor de tweede fase |

## Tweede fase
| Plaats | Club             | Wed. | W | G | V | Saldo | Ptn. |
| ------ | ---------------- | ---- | - | - | - | ----- | ---- |
| 1.     | Fluminense       | 3    | 2 | 1 | 0 | 3:1   | 5    |
| 2.     | Palmeiras        | 3    | 2 | 0 | 1 | 7:3   | 4    |
| 3.     | Atlético Mineiro | 3    | 0 | 2 | 1 | 2:5   | 2    |
| 4.     | Cruzeiro         | 3    | 0 | 1 | 2 | 3:6   | 1    |

|  | Kampioen |

### Kampioen
| Torneio Roberto Gomes Pedrosa 1970 |
| Rio de Janeiro                     |
| ---------------------------------- |
| FLUMINENSE Kampioen (1° titel)     |

## Topschutters
| Speler            | Speler           | Goals | Club          |
| ----------------- | ---------------- | ----- | ------------- |
| Vlag van Brazilië | Tostão           | 12    | Cruzeiro      |
| Vlag van Brazilië | Flávio           | 11    | Fluminense    |
| Vlag van Brazilië | Claudiomiro      | 11    | Internacional |
| Vlag van Brazilië | Paulo Cézar Caju | 7     | Botafogo      |
| Vlag van Brazilië | Aladim           | 6     | Corinthians   |
| Vlag van Brazilië | Dirceu Lopes     | 6     | Cruzeiro      |
| Vlag van Brazilië | Ademir da Guia   | 6     | Palmeiras     |
| Vlag van Brazilië | Fio Maravilha    | 6     | Flamengo      |
| Vlag van Brazilië | Luciano          | 6     | Santa Cruz    |